# Hibbertia sulcinervis
Hibbertia sulcinervis är en tvåhjärtbladig växtart som beskrevs av Toelken. Hibbertia sulcinervis ingår i släktet Hibbertia och familjen Dilleniaceae. Inga underarter finns listade i Catalogue of Life.